# آکویلیا (شهر باستانی)
آکویلیا (امروز آکویلیا در فریولی؛ در آکویلیا لاتین) رومی Aquileia (آکویلیای امروزی در فریولی؛ به لاتین Aquileia) در سال ۱۸۱ قبل از میلاد توسط رومیان، در قلمرو کارنی باستان تأسیس شد.
این شهر مرزی مهم نظامی از دوران جمهوری به یکی از پایتخت‌های امپراتوری روم در زمان ماکسیمیان تبدیل شد. در سال ۴۵۲ (میلادی) در نهایت توسط انبوهی از هون‌های آتیلا نابود شد و هرگز به شکوه سابق خود بازنگشت.

## دوره جمهوری‌خواهی (۱۸۱–۳۱ ق. سی)
در سال ۱۸۱ قبل از میلاد در نزدیکی رودخانه ناتیسا به عنوان مستعمره قوانین لاتین، توسط لوسیو مانلیو اسیدینو، پوبلیو اسکیپیونه ناسیکا و گایو فلامینیو، که توسط سنا فرستاده شد تا راه را برای جمعیت همسایه کارنی و ایستری که مرزهای شرقی ایتالیا را تهدید می‌کردند، مسدود کند تأسیس شد. این شهر ابتدا به عنوان یک پاسگاه نظامی با توجه به لشکرکشی‌های آتی علیه ایستری و کارنی رشد کرد و بعداً به عنوان یک «مرکز» برای گسترش احتمالی روم به سمت دانوب تبدیل شد.

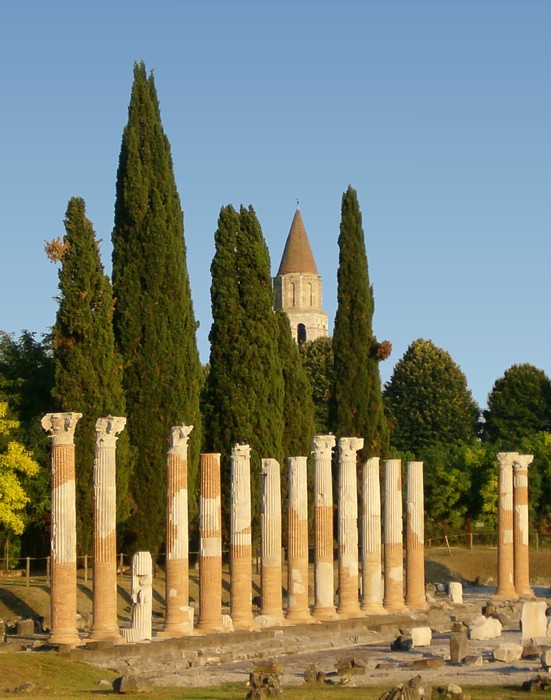
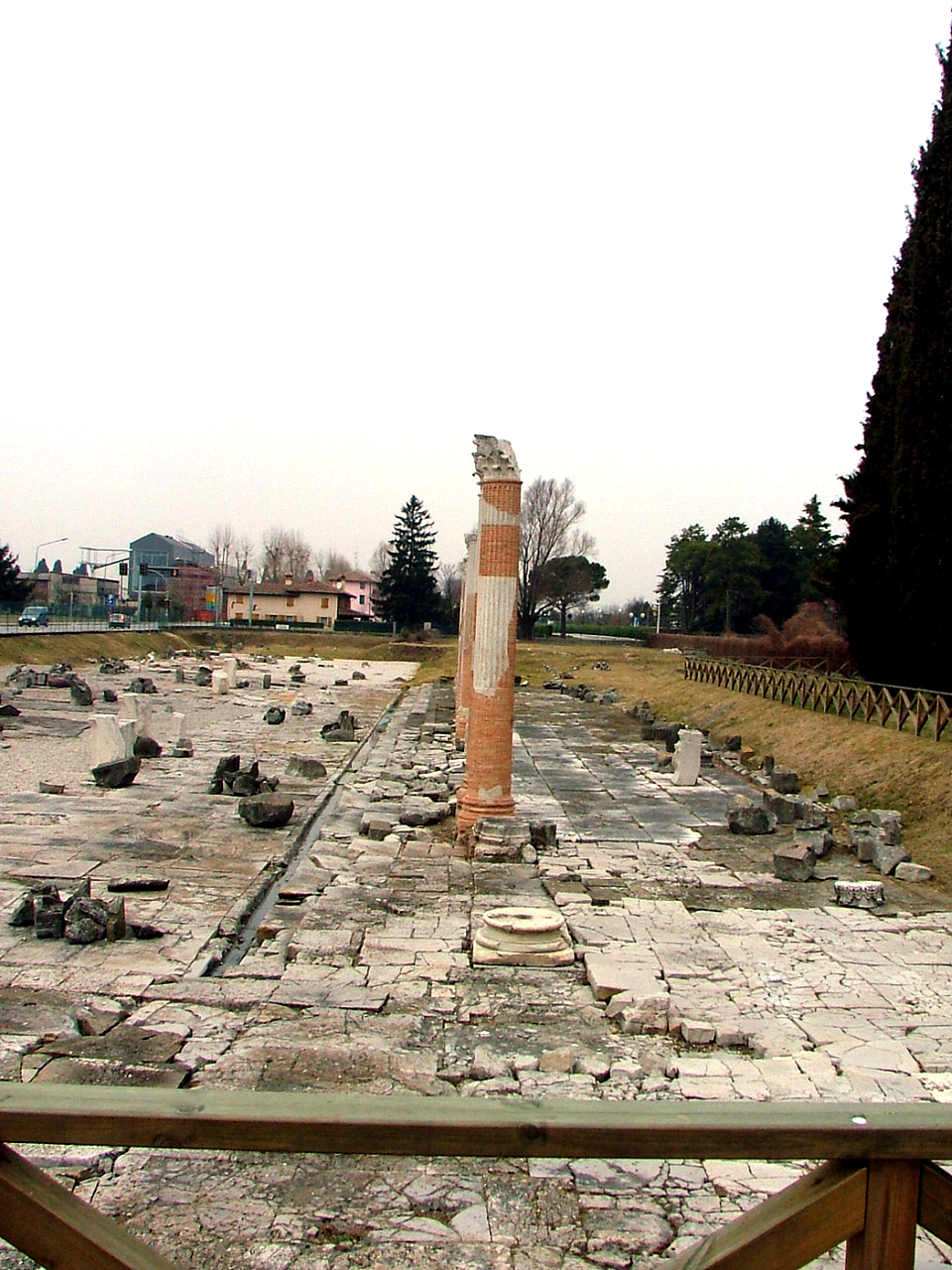
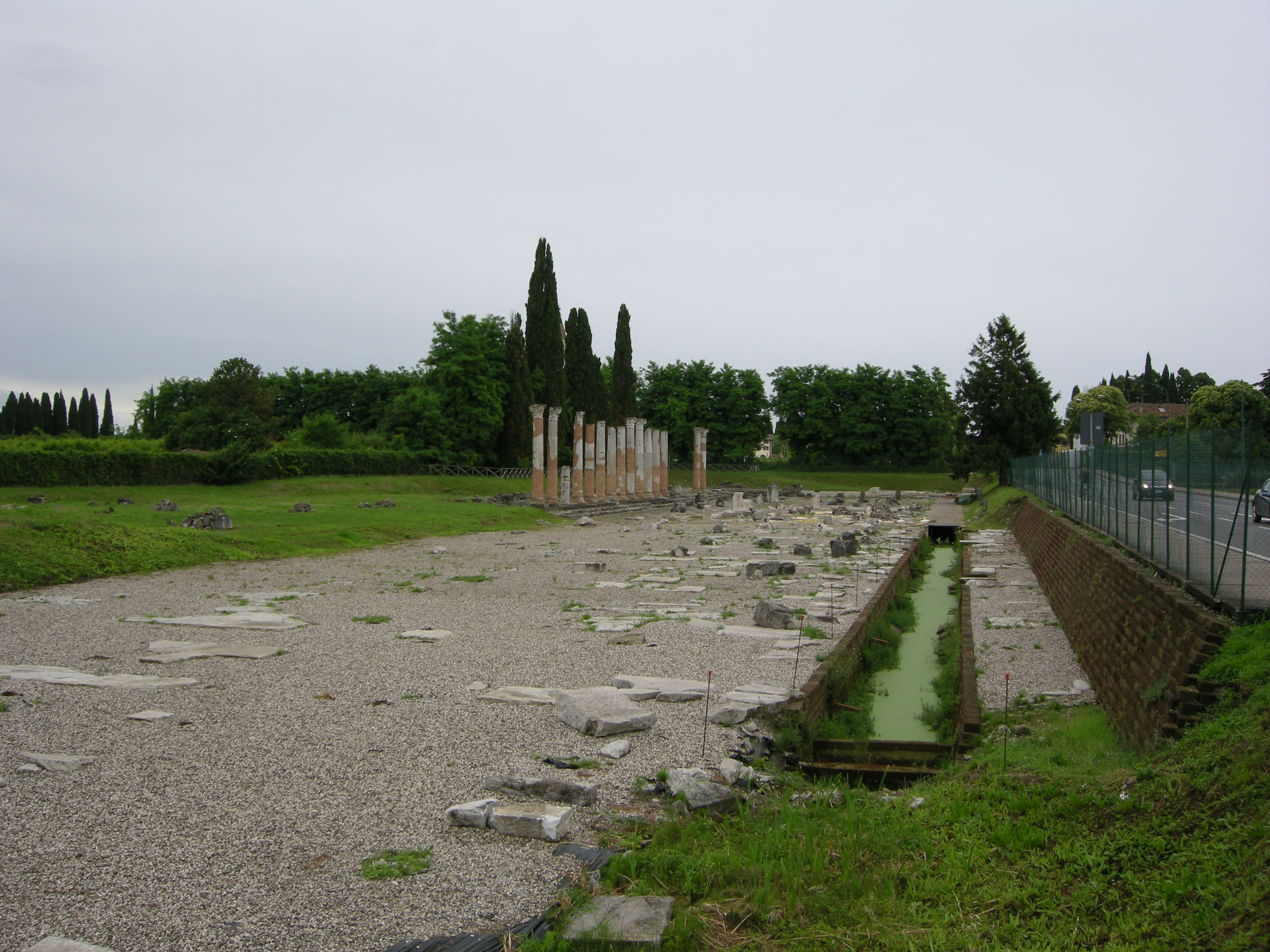
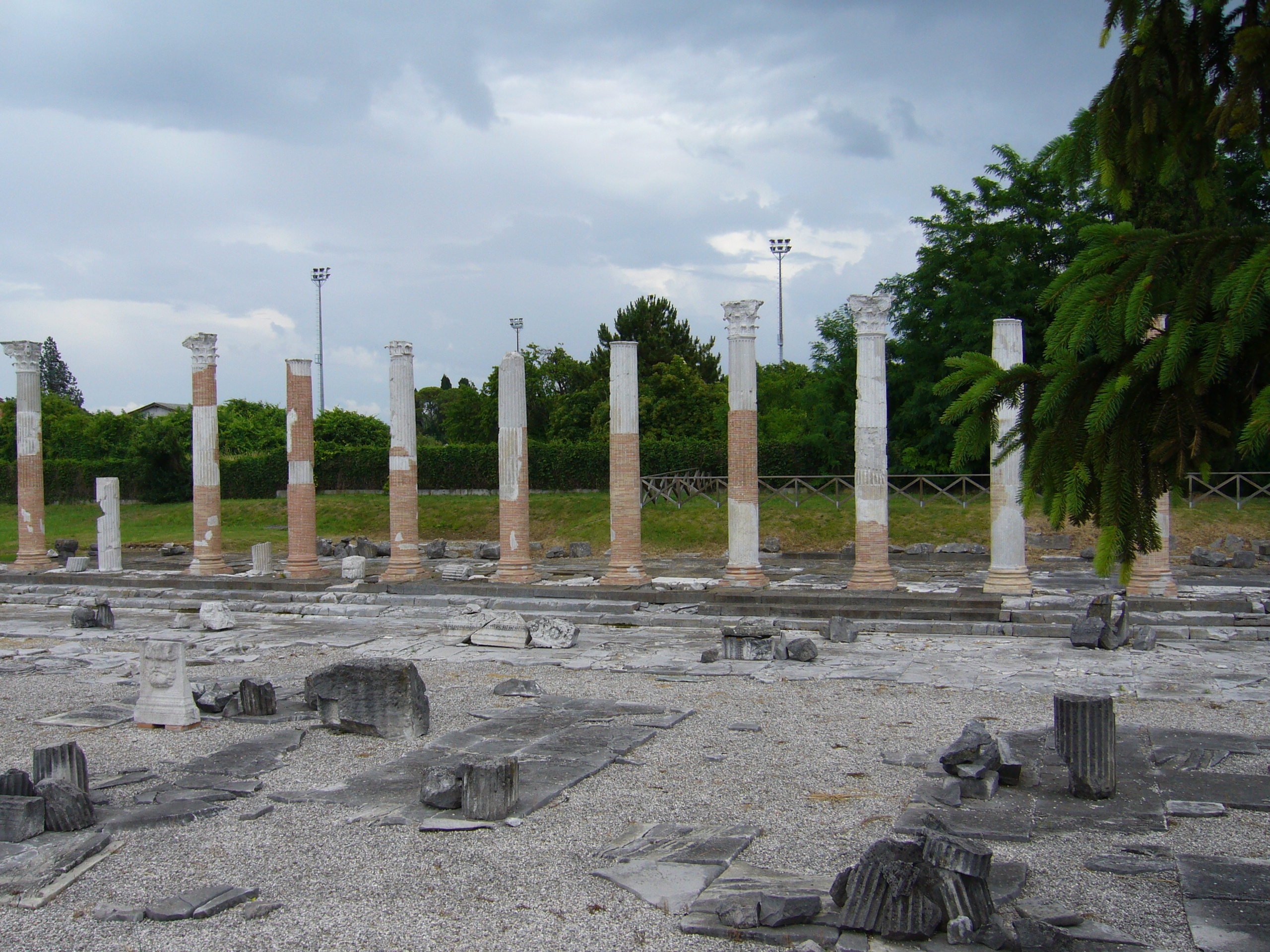
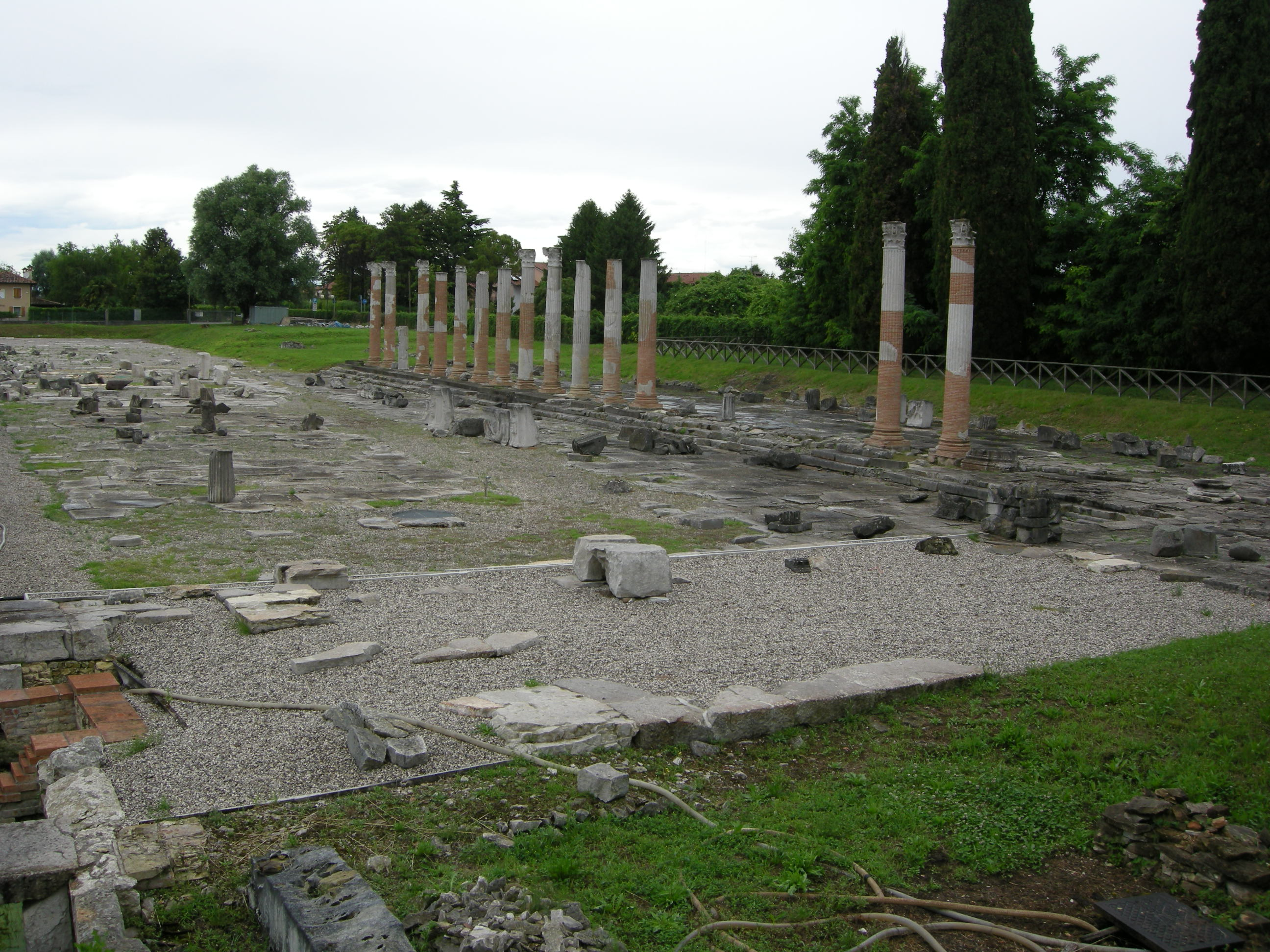